# كين غوردون
كين غوردون (بالإنجليزية: Ken Gordon)‏ هو سياسي أمريكي، ولد في 4 نوفمبر 1959. حزبياً، نشط في الحزب الديمقراطي. وقد انتخب عضو مجلس نواب ماساتشوستس.